# Kuvera kurilensis
Kuvera kurilensis är en insektsart som beskrevs av Anufriev 1987. Kuvera kurilensis ingår i släktet Kuvera och familjen kilstritar. Inga underarter finns listade i Catalogue of Life.